# At-Tawba

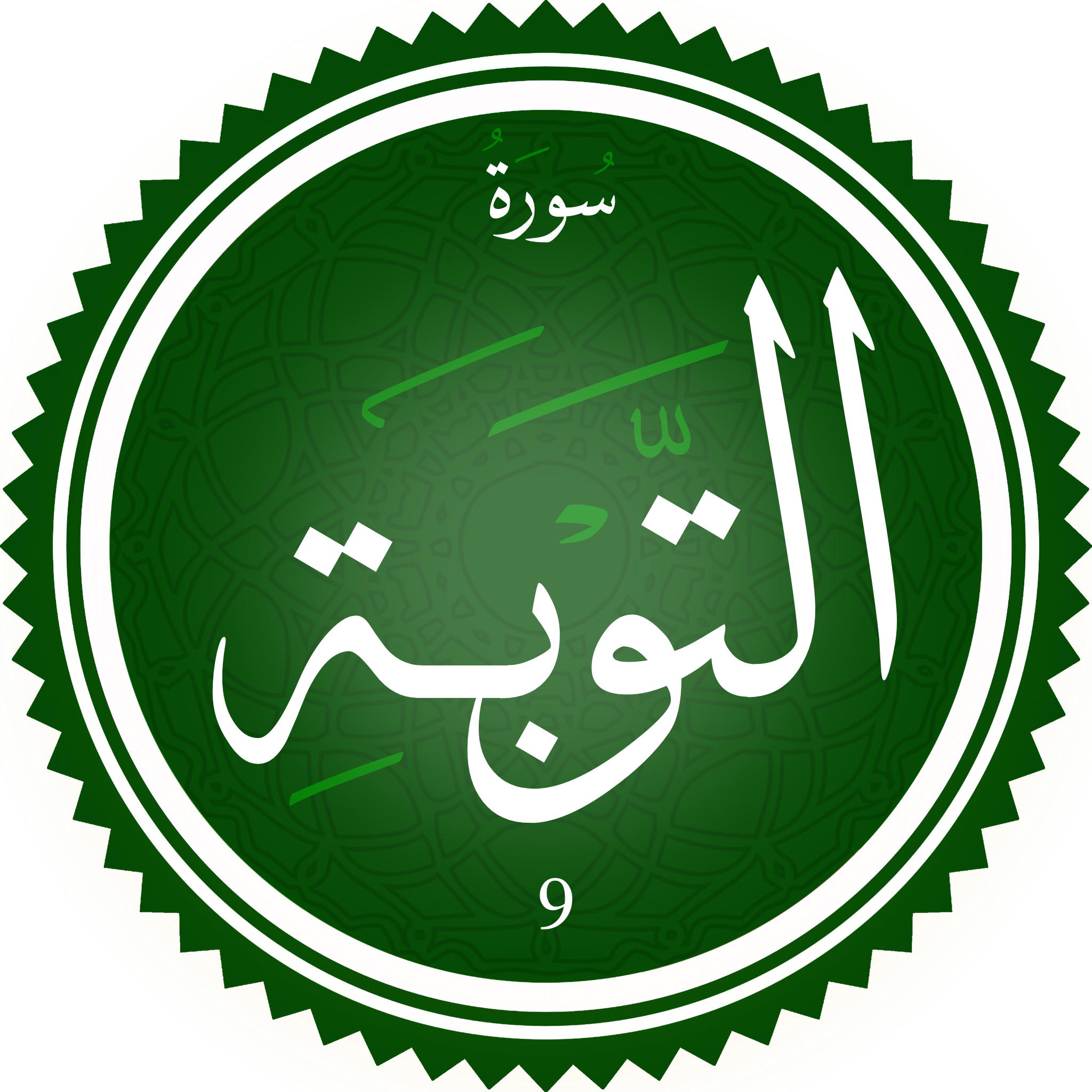

At-Tawba (em árabe: سورة التوبة, "O Arrependimento", também conhecida como Al-Bara'ah, "O Ultimato", em muitos ahadith) é a nona sura do Alcorão, e tem 129 ayats. É uma das últimas suras Madinan. É a única Sura do Alcorão que não começam com o bismillah. 